# Eupithecia laboriosa
Eupithecia laboriosa är en fjärilsart som beskrevs av András Vojnits 1977. Eupithecia laboriosa ingår i släktet Eupithecia och familjen mätare. Inga underarter finns listade i Catalogue of Life.